# Francisco Linares Alcántara

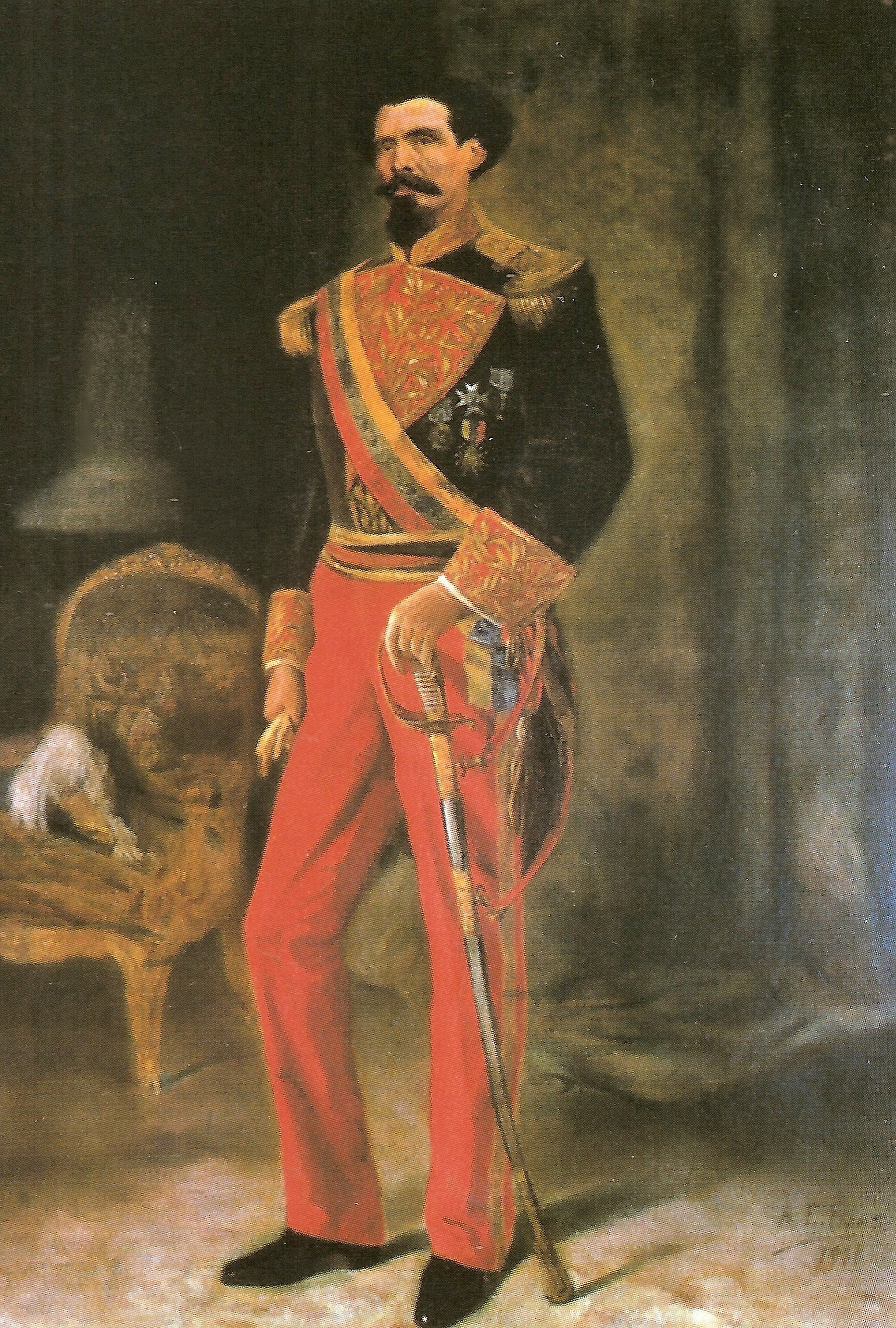
Francisco Linares Alcántara

Francisco Linares Alcántara (Turmero, Aragua, 1828 — La Guaira, 1878), foi um militar e político venezuelano, presidente da República (1877-1878). Foi militar de carreira, estudou na Academia de West Point nos Estados Unidos. Hoje em dia existe um município da zona metropolitana de cidade Maracay que leva seu nome.